# Harry Hylton-Foster

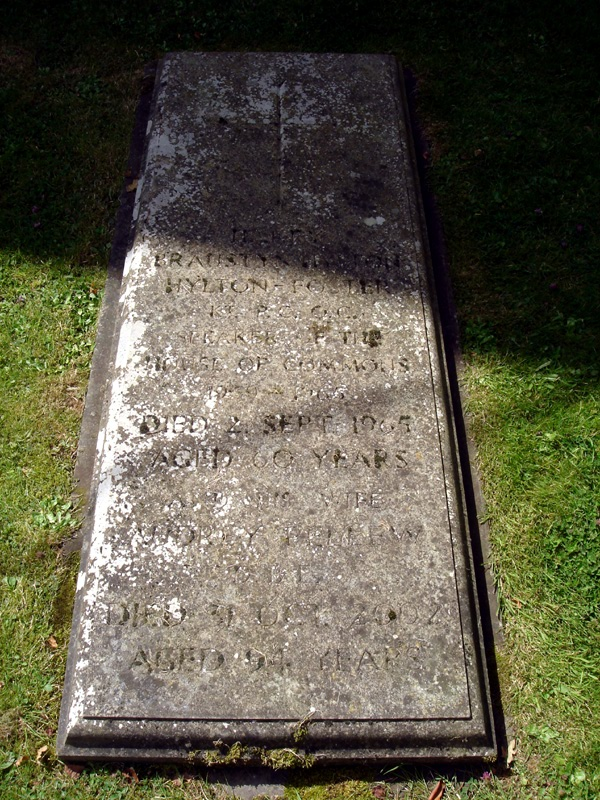
Harry Hylton-Fosters Grab in Surrey

Sir Harry Braustyn Hylton-Foster (* 10. April 1905 in Surrey; † 2. September 1965) war ein britischer Politiker der Conservative Party und Sprecher des Unterhauses (House of Commons).

## Familie und berufliche Laufbahn
Der Sohn eines Barrister absolvierte nach der Schulausbildung am Eton College ein Studium der Rechtswissenschaften am Magdalen College, das er 1928 mit einem Prädikatsexamen abschloss. Anschließend wurde er zum Rechtsanwalt zugelassen und arbeitete bis 1929 auch als Rechtsberater des früheren Lordkanzlers Robert Finlay, 1. Viscount Finlay.
1931 heiratete er Audrey Clifton Brown, die Tochter des damaligen Unterhausabgeordneten und späteren Parlamentssprechers Douglas Clifton Brown.
Während des Zweiten Weltkrieges diente er als Freiwilliger in der Royal Air Force sowie als Stellvertretender Militärjurist in Nordafrika.

## Politische Laufbahn

### Abgeordneter
Nach dem Zweiten Weltkrieg begann er seine politische Laufbahn und kandidierte bei den Unterhauswahlen 1945 erfolglos als Kandidat der Conservative Party für den Wahlkreis Shipley.
1950 wurde er zunächst als Abgeordneter des Wahlkreises York in das House of Commons gewählt. Nachdem er dieses Mandat zweimal erfolgreich verteidigen konnte, wurde er 1959 als Vertreter des wesentlich sichereren Wahlkreises Cities of London and Westminster erneut zum Abgeordneten des Unterhauses gewählt. Die Interessen dieses Wahlkreises vertrat er bis zu seinem Tode.

### Solicitor-General für England und Wales sowie Parlamentssprecher
Am 18. Oktober 1954 wurde er zum Solicitor General für England und Wales berufen. Damit war er als Stellvertreter des Attorney General zweithöchster Rechtsberater der Krone und der Kabinette von Winston Churchill, Anthony Eden und Harold Macmillan für die Landesteile England und Wales.
Am 22. Oktober 1959 wurde er als Nachfolger von William Morrison zum Sprecher des Unterhauses (Speaker) bestimmt. Die Tatsache, dass er als amtierender Solicitor General und ohne Rücksprache mit der Labour Party zum Parlamentssprecher ernannt wurde, führte anfangs zu einer Kontroverse. Diese legte sich jedoch bald aufgrund seiner populären und respektierten Amtsführung als Speaker.
Sir Harry Hylton-Foster war der letzte Speaker, der im Amt verstarb. Nachfolger als Unterhaussprecher wurde der Labour-Politiker Horace King.

## Auszeichnungen
1954 wurde er zum Ritter geschlagen und durfte sich fortan „Sir“ Harry nennen. 1962 wurde ihm der Grad eines Doktors der Jurisprudenz (LLD) honoris causa der University of Leeds verliehen.
Nach seinem Tode wurde seiner Frau Audrey Hylton-Foster ihm zu Ehren der Titel einer Baroness Hylton-Foster of the City of Westminster auf Lebenszeit verliehen.